# Lives of the Most Eminent Literary and Scientific Men
A obra Vidas dos Homens Literários e Científicos mais Eminentes consiste em dez volumes dos 133 da Gabinete Cyclopaedia (1829-46), de Dionysius Lardner. Visando a educação da classe média, esta enciclopédia foi escrita durante a revolução literária do século XIX na Grã-Bretanha, que objetivava incentivar mais pessoas a ler.
A Vidas fazia parte do Gabinete de Biografias no Cabinet Cyclopaedia. Dentro do conjunto de dez, os três volumes da Vidas dos Mais Eminentes Homens Literários e Científicos de Itália, Espanha e Portugal (1835-37) e os dois volumes da Vidas dos Mais Eminentes Homens Literários e Científicos de França (1838-39) consistem em biografias de importantes escritores e pensadores dos séculos XIV a XVIII. A maioria deles foram escritos pela escritora romântica Mary Shelley. As biografias de Shelley revelam-na como uma autora profissional, contratada para produzir vários volumes de obras e bem paga para fazer isso. Seu amplo conhecimento da história e idiomas, sua capacidade de contar uma narrativa autobiográfica emocionante e seu interesse no crescente campo de historiografia feminista estão refletidas nessas obras.
Shelley tinha dificuldade, às vezes,  em encontrar um número suficiente de materiais de pesquisa e teve de se contentar com menos recursos do que ela gostaria, particularmente para o Vidas Espanholas e Portuguesas. Ela escreveu em um estilo que combinava fontes secundárias, memórias, anedotas e suas próprias opiniões. Suas opiniões políticas são mais óbvias no Vidas Italianas, onde ela apoia o Risorgimento e promove republicanismo; no Vidas Francesas, ela retrata as mulheres com simpatia, explicando suas restrições políticas e sociais, e argumentando que as mulheres podem ser membros produtivos da sociedade, se lhes são dadas educação e oportunidades sociais.
A Vidas não atraiu atenção suficiente da crítica para se tornar um best-seller. Um número razoável de cópias foi impresso e vendido, no entanto, e muito mais cópias da Vidas circulou do que romances da Shelley. Alguns dos volumes foram copiados ilegalmente nos Estados Unidos, onde eles foram elogiados pelo poeta e crítico Edgar Allan Poe. Não reimpresso até o ano de 2002, as biografias de Mary Shelley receberam, até recentemente, pouca apreciação acadêmica.